# Kukufas
Kukufas, również Kukufat – żyjący na przełomie III i IV wieku święty katolicki, męczennik chrześcijański.

## Biografia
O jego życiu niewiele wiadomo. Św. Kukufas miał pochodzić z Scillis pod Kartaginą i w obawie przed prześladowaniami rzymskiego cesarza Dioklecjana (284-305) miał zbiec do Hiszpanii. Uwięziony przez prefekta Barcelony był torturowany, a na koniec z rozkazu Dacjana został ścięty. Żyjący w V wieku poeta Prudencjusz opisuje wczesny kult tego męczennika.
W VIII wieku powstało opactwo pod wezwaniem św. Kukufasa. W tym benedyktyńskim opactwie w San Cugat del Vallés, mieszczącym się pod Barceloną znajdowały się relikwie świętego. Posiadało je także opactwo w Saint-Denis. O popularności św. Kukufasa może świadczyć alzackie opactwo, którego był patronem.  
Od imienia tego świętego pochodzi nazwa San Cugat del Vallés.
W Martyrologium Hieronimiańskim wspominany był 14 lub 15 lutego, Martyrologium Mozarabskie i Rzymskie jego wspomnienie wymienia 25 lipca.

## Galeria

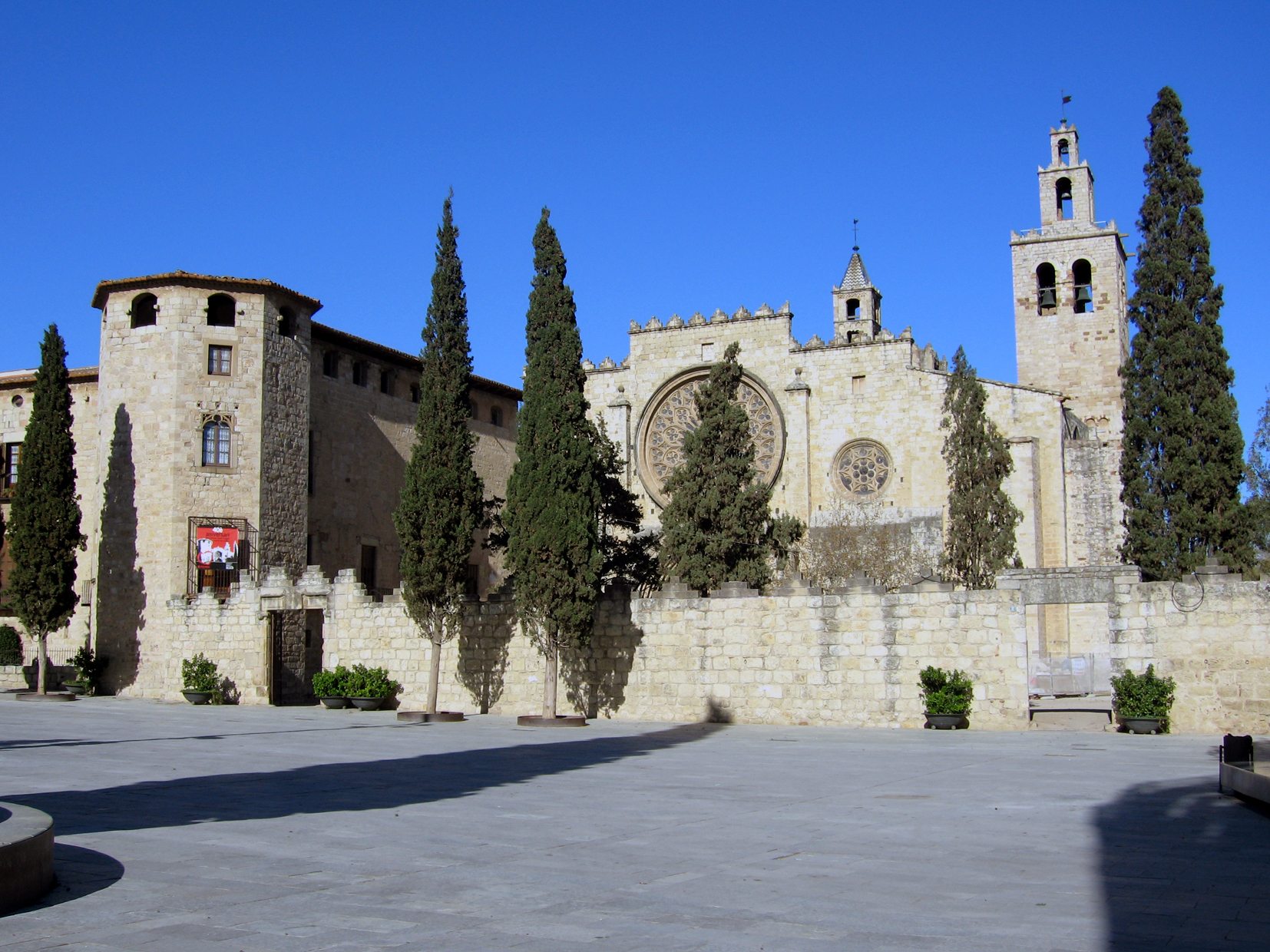
Kataloński klasztor w San Cugat del Vallés
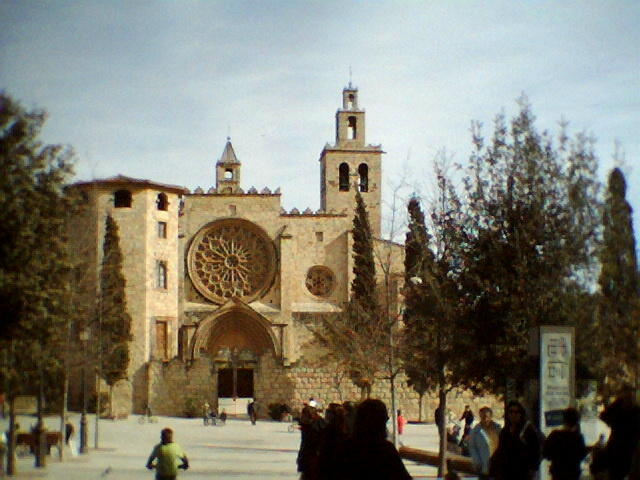
Monasterio de Sant Cugat
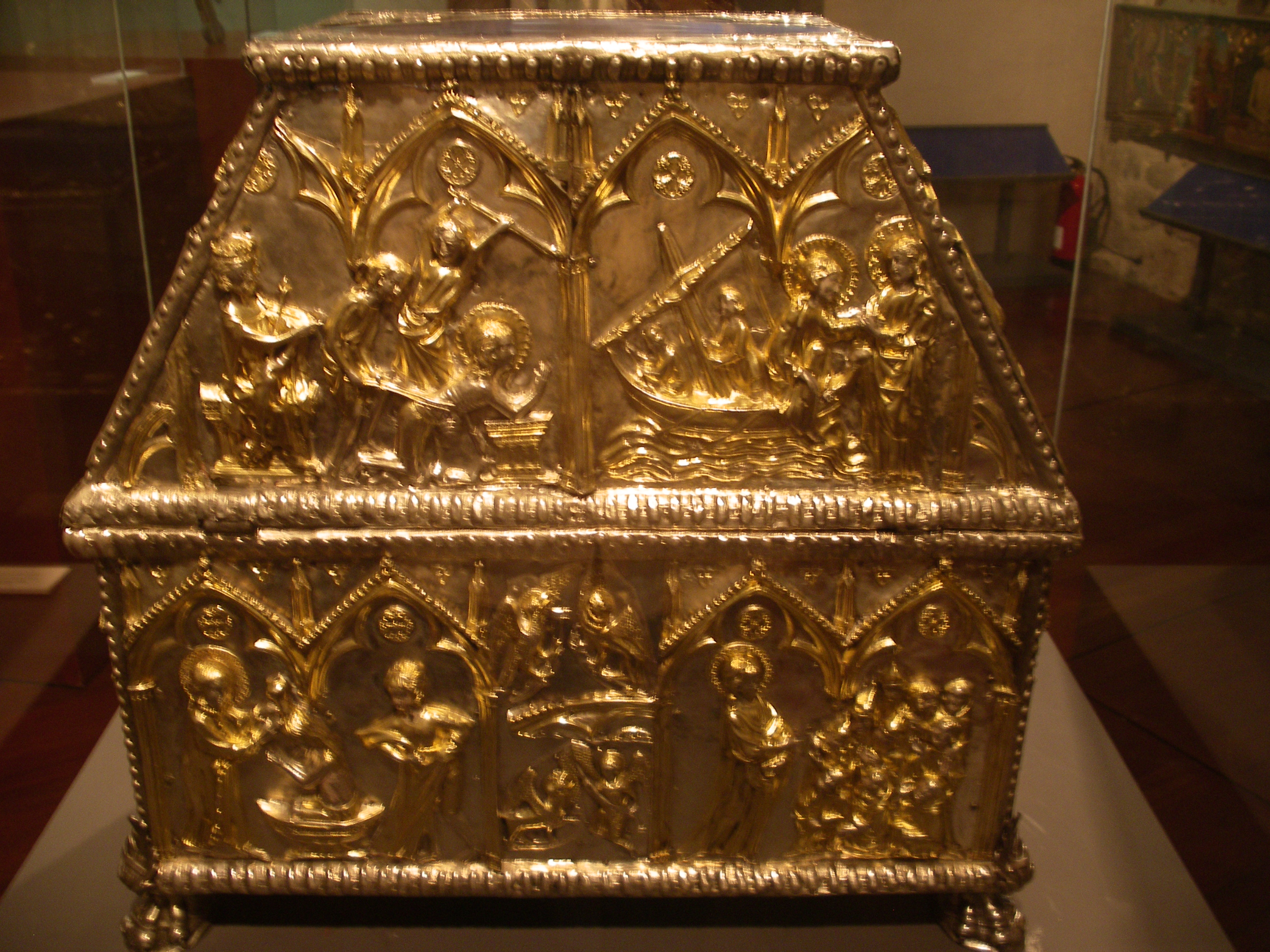
Relikwiarz św. Kukufasa znajdujący się w muzeum diecezjalnym w Barcelonie